# حمام بزرگ
حمام بزرگ یا حمام سرجو مربوط به دورۀ قاجار است و در شهر کنگاور در استان کرمانشاه قرار دارد. این اثر در تاریخ ۵ تیر ۱۳۸۴ با شمارهٔ ثبت ۱۱۹۷۳ به‌عنوان یکی از آثار ملی ایران به ثبت رسیده است.
حمام بزرگ بین محلۀ قدیمی گرگون و محلۀ سرجو، در خیابان شهید مطهری کنگاور واقع شده‌است. این حمام در سال‌های اواخر دهۀ ۱۳۹۰ چند بار به صورت جزئی مرمت شد. در ۱ آذر ۱۴۰۱ رئیس میراث فرهنگی کنگاور اعلام کرد که ۹۰ درصد از مرمت آن به پایان رسیده‌است. مالکیت این بنا به صورت وقفی است.